# Snehový štít
Snehový štít je méně výrazný a méně navštěvovaný štít v hlavním hřebeni Vysokých Tater, ale s charakteristickým tvarem plochého zubu. Jeho název, později zkrácený, vymyslel prvovýstupce K. Englisch, který ho nazval "Hängend Schnee - Spitze," doslova "Štít visícího sněhu".

## Topografie
Jižní stěnou spadá do kotliny Pěti spišských ples, severní do divoké Ledové dolinky. Od Zadního Ledového štítu ho odděluje Vyšné Ledové sedlo pod kolmou stěnou, směrem na severovýchod v hlavním hřebeni následuje Snehová priehya, Snehová strážnice, Prielom pod Snehovým, Snehové hrby a Ledové sedlo. Ze Snehové strážnice vybíhá na sever krátký hřeben tří krásných Snehových věží.
Upozornění: Černá Javorová dolina pod ledovým sedlem a Sněhovými věžemi je přírodní rezervace TANAPu se zákazem vstupu.

## Několik výstupů
- 1907 Z. Klemensiewicz a R. Kordys, od Vyšného Ledového sedla s obcházením hřebene, II-III. Dále pokračovali hřebenem do Ledového sedla, také II-III.
- 1969 M. Kriššák a M. Orolin, pravou částí jižní stěny, V.

## Galerie

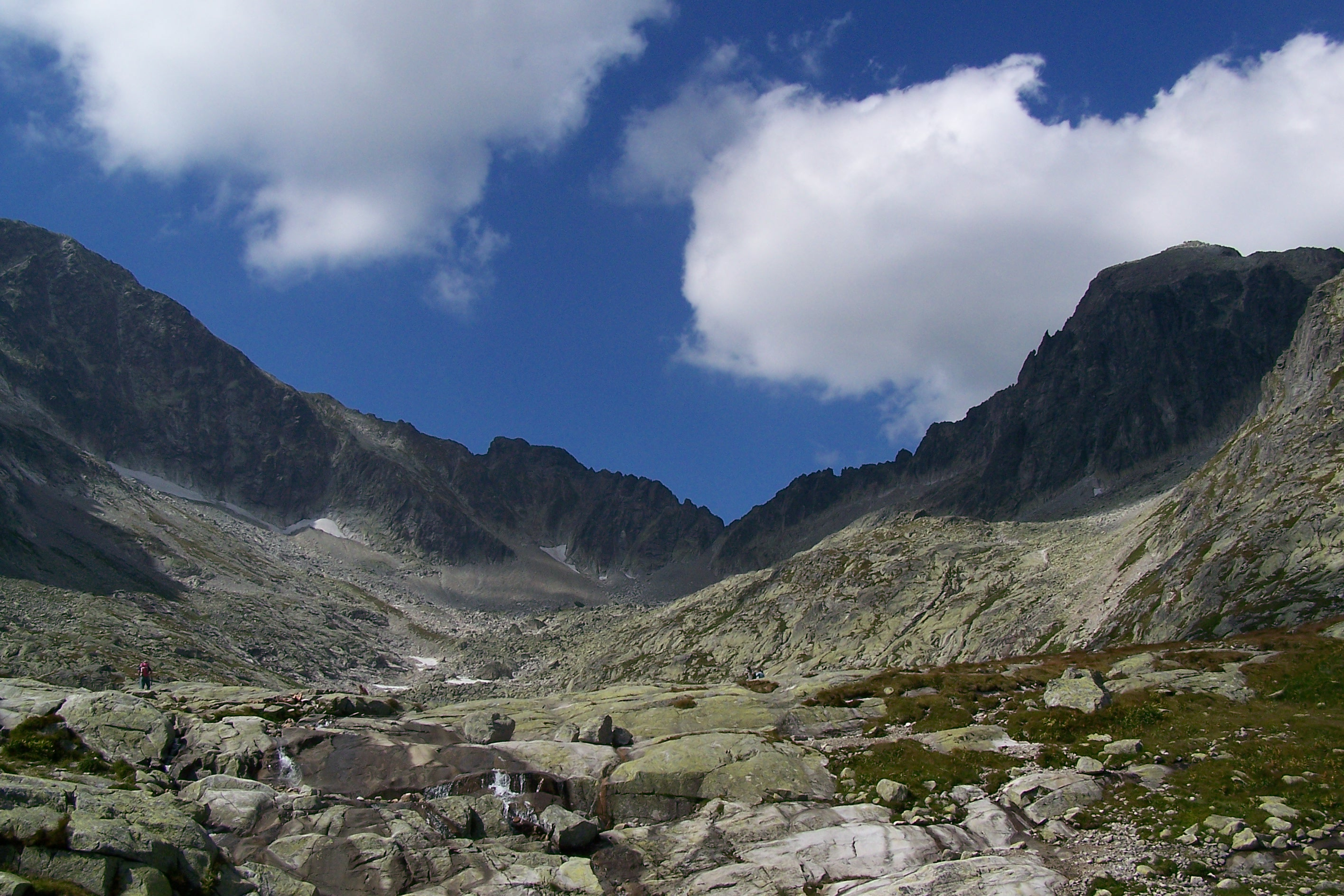
Mírně vlevo Snehový štít, vpravo Baranie rohy
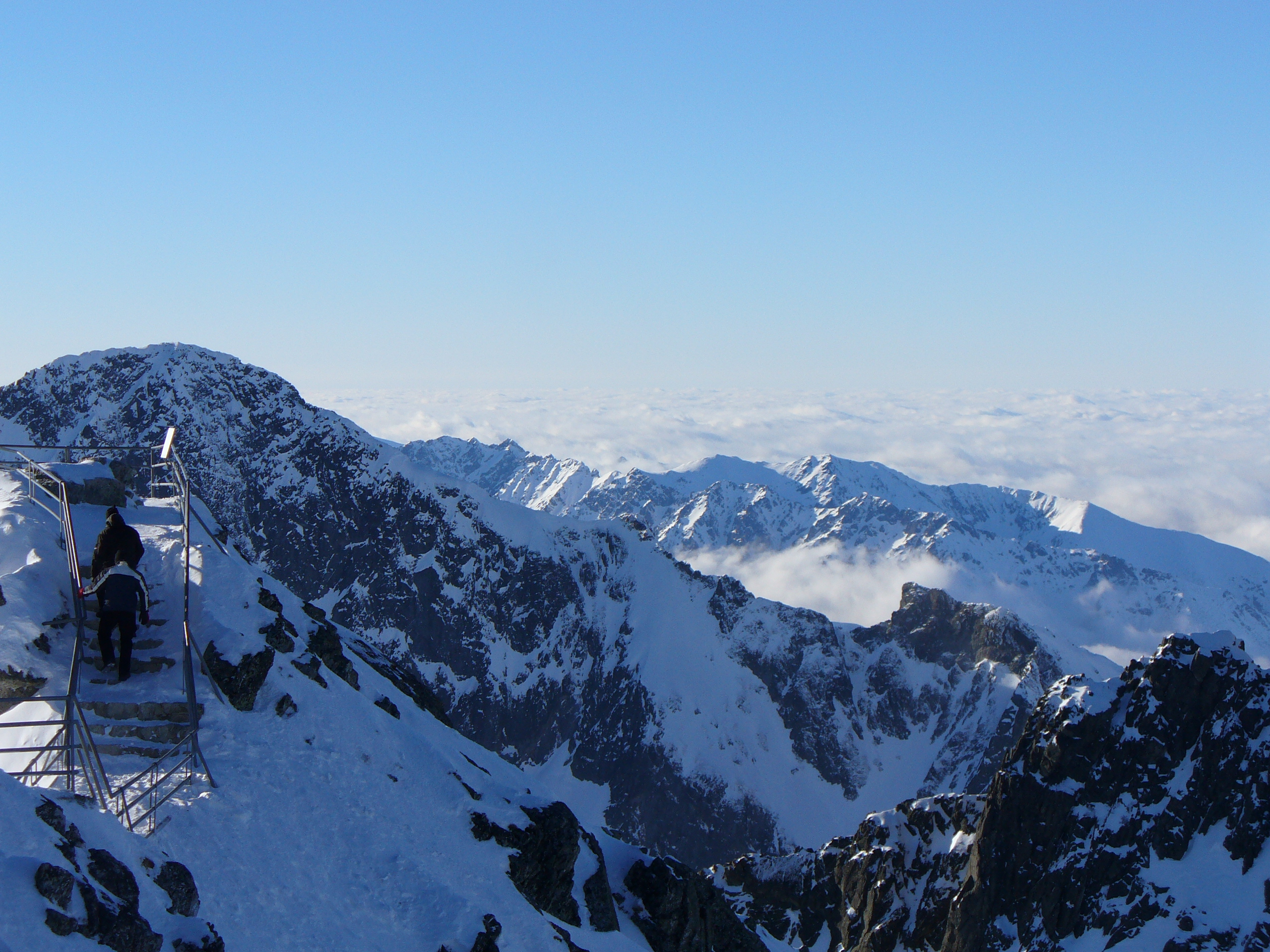
Z Lomnického štítu: vlevo Ľadový štít, vpravo tmavý zub Snehového štítu
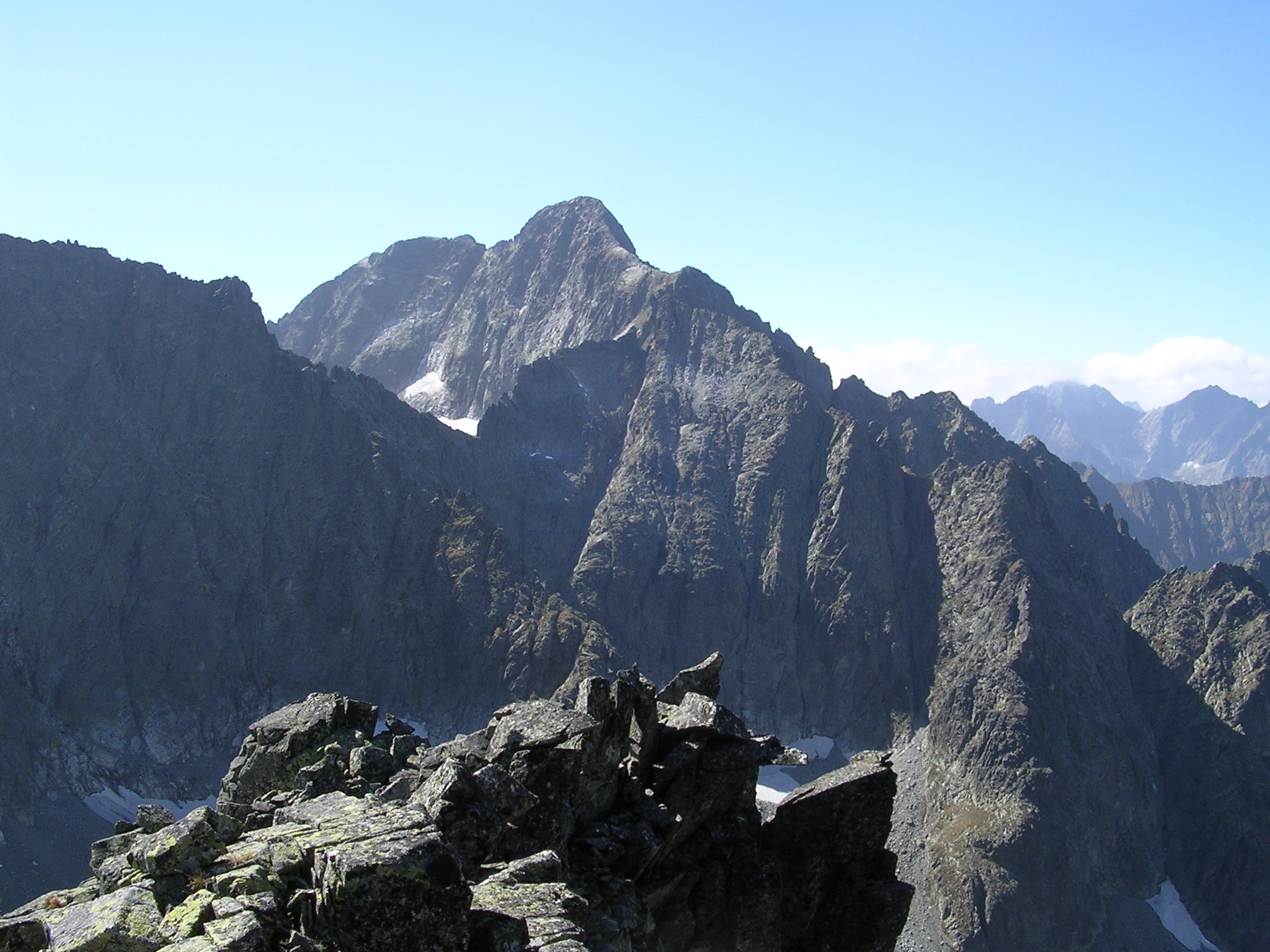
Vzadu 3 vrcholy Ľadového štítu, tmavý hrebeň od Ľadového sedla (nad snehom) a piliere Snehových veží
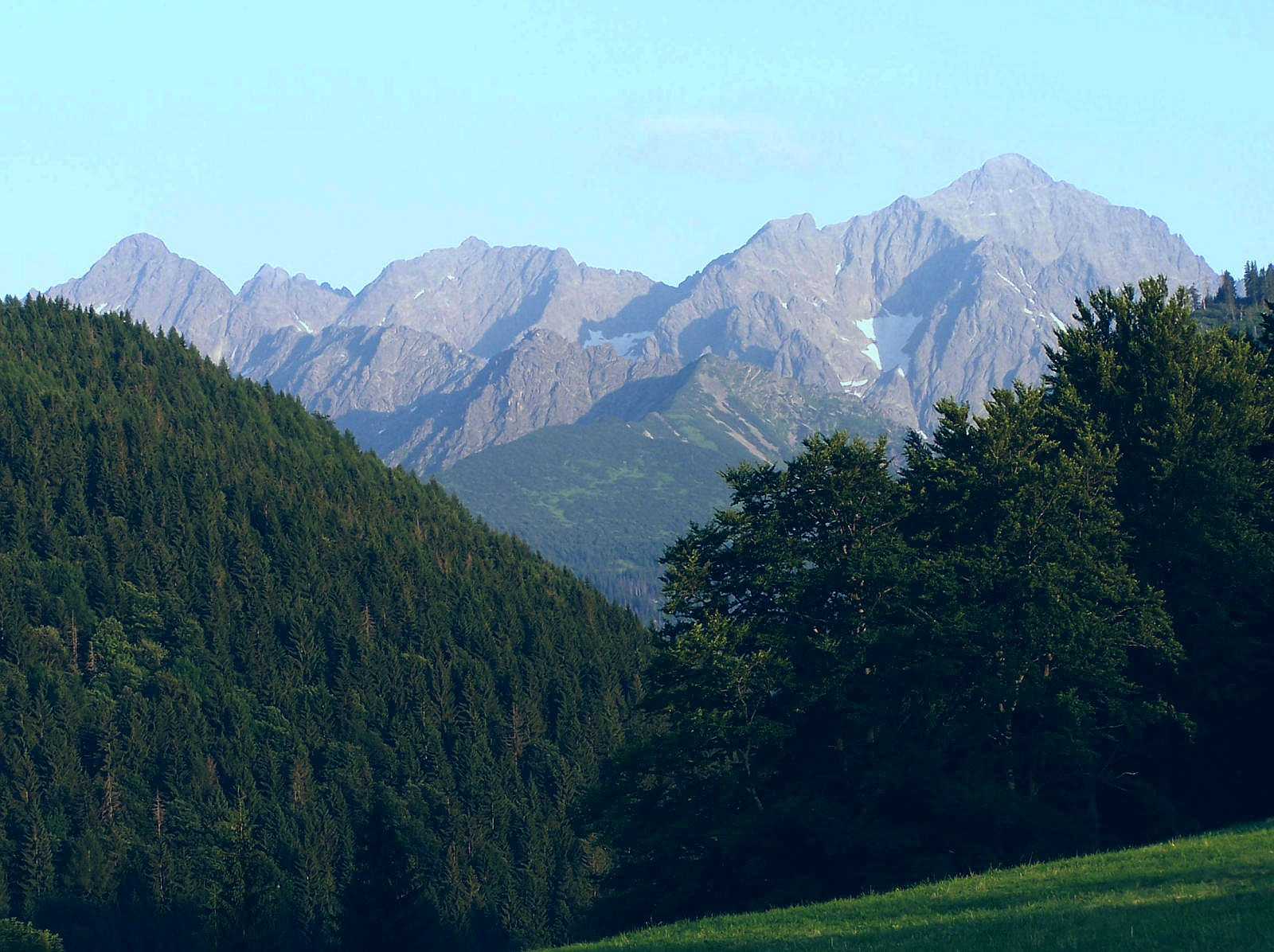
zprava Ľadový, Zadný Ľadový a Snehový štít, ďalej Baranie rohy, Pyšný a Kolový štít
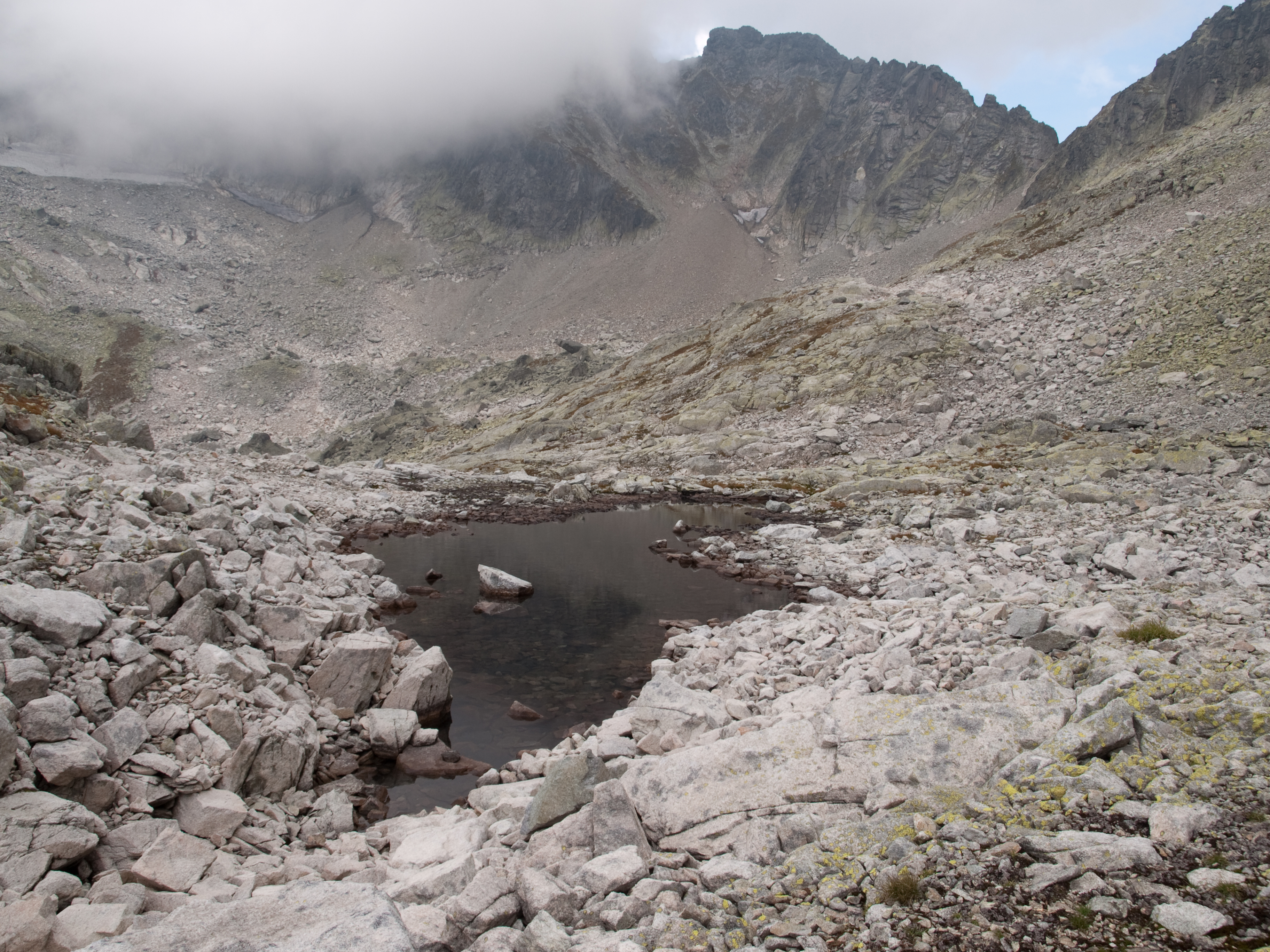
Pohľad od Baranieho plieska